# 큐렉소
큐렉소(주)(CUREXO Inc.)는 대한민국의 의료용 로봇 수입·판매, 식품원료 무역 기업이다.

## 연혁
1992년에 설립되었으며 2002년에 코스닥 시장에 상장되었다.

## 수상
2021년 로봇신문에 의해 '올해의 대한민국 로봇기업(Korea Robot Company of the Year 2021)'에 선정되었다.

## 같이 보기
- 대원씨아이